# Championnats du monde de badminton
Ne doit pas être confondu avec le Championnat du monde par équipes masculines, le Championnat du monde par équipes féminines et le Championnat du monde par équipes mixtes.
Les championnats du monde de badminton (en anglais : BWF World Championships, connus auparavant sous le nom de IBF World Championships) constituent un tournoi organisé annuellement — sauf les années olympiques — par la Fédération mondiale de badminton (Badminton World Federation, BWF).
À sa création, il avait lieu tous les trois ans, puis tous les deux ans par années impaires à partir de 1987, et enfin tous les ans (sauf les années olympiques) depuis 2005.
C'est une compétition individuelle regroupant cinq épreuves (simples hommes et dames, doubles hommes et dames, double mixte), contrairement aux différents championnats du monde par équipes (hommes, femmes et mixte).

## Palmarès individuel
| Année | Édition | Localisation            | Simple hommes      | Simple dames           | Double hommes                  | Double dames                   | Double mixte                                   |
| ----- | ------- | ----------------------- | ------------------ | ---------------------- | ------------------------------ | ------------------------------ | ---------------------------------------------- |
| 1977  | 1       | Malmö (Suède)           | Flemming Delfs     | Lene Køppen            | Tjun Tjun Johan Wahjudi        | Etsuko Toganoo Emiko Ueno      | Steen Skovgaard Lene Køppen                    |
| 1980  | 2       | Jakarta (Indonésie)     | Rudy Hartono       | Verawaty Wiharjo       | Ade Chandra Christian Hadinata | Nora Perry Jane Webster        | Christian Hadinata Imelda Wiguna               |
| 1983  | 3       | Copenhague (Danemark)   | Icuk Sugiarto      | Li Lingwei             | Steen Fladberg Jesper Helledie | Lin Ying Wu Dixi               | Thomas Kihlström Nora Perry                    |
| 1985  | 4       | Calgary (Canada)        | Han Jian           | Han Aiping             | Kim Moon-soo Park Joo-bong     | Han Aiping Li Lingwei          | Park Joo-bong Yoo Sang-hee                     |
| 1987  | 5       | Pékin (Chine)           | Yang Yang          | Han Aiping             | Li Yongbo Tian Bingyi          | Guan Weizhen Lin Ying          | Wang Pengren Shi Fangjing                      |
| 1989  | 6       | Jakarta (Indonésie)     | Yang Yang          | Li Lingwei             | Li Yongbo Tian Bingyi          | Guan Weizhen Lin Ying          | Park Joo-bong Chung Myung-hee                  |
| 1991  | 7       | Copenhague (Danemark)   | Zhao Jianhua       | Tang Jiuhong           | Kim Moon-soo Park Joo-bong     | Guan Weizhen Nong Qunhua       | Park Joo-bong Chung Myung-hee                  |
| 1993  | 8       | Birmingham (Angleterre) | Joko Suprianto     | Susi Susanti           | Rudy Gunawan Ricky Subagja     | Nong Qunhua Zhou Lei           | Thomas Lund Catrine Bengtsson                  |
| 1995  | 9       | Lausanne (Suisse)       | Heryanto Arbi      | Ye Zhaoying            | Rexy Mainaky Ricky Subagja     | Gil Young-ah Jang Hye-ock      | Thomas Lund Marlene Thomsen                    |
| 1997  | 10      | Glasgow (Écosse)        | Peter Rasmussen    | Ye Zhaoying            | Sigit Budiarto Candra Wijaya   | Ge Fei Gu Jun                  | Liu Yong Ge Fei                                |
| 1999  | 11      | Copenhague (Danemark)   | Sun Jun            | Camilla Martin         | Ha Tae-kwon Kim Dong-moon      | Ge Fei Gu Jun                  | Kim Dong-moon Ra Kyung-min                     |
| 2001  | 12      | Séville (Espagne)       | Hendrawan          | Gong Ruina             | Tony Gunawan Halim Haryanto    | Gao Ling Huang Sui             | Zhang Jun Gao Ling                             |
| 2003  | 13      | Birmingham (Angleterre) | Xia Xuanze         | Zhang Ning             | Lars Paaske Jonas Rasmussen    | Gao Ling Huang Sui             | Kim Dong-moon Ra Kyung-min                     |
| 2005  | 14      | Anaheim (États-Unis)    | Taufik Hidayat     | Xie Xingfang           | Howard Bach Tony Gunawan       | Yang Wei Zhang Jiewen          | Nova Widianto Liliyana Natsir                  |
| 2006  | 15      | Madrid (Espagne)        | Lin Dan            | Xie Xingfang           | Cai Yun Fu Haifeng             | Gao Ling Huang Sui             | Nathan Robertson Gail Emms                     |
| 2007  | 16      | Kuala Lumpur (Malaisie) | Lin Dan            | Zhu Lin                | Markis Kido Hendra Setiawan    | Yang Wei Zhang Jiewen          | Nova Widianto Liliyana Natsir                  |
| 2009  | 17      | Hyderabad (Inde)        | Lin Dan            | Lu Lan                 | Cai Yun Fu Haifeng             | Zhang Yawen Zhao Tingting      | Thomas Laybourn Kamilla Rytter Juhl            |
| 2010  | 18      | Paris (France)          | Chen Jin           | Wang Lin               | Cai Yun Fu Haifeng             | Du Jing Yu Yang                | Zheng Bo Ma Jin                                |
| 2011  | 19      | Londres (Angleterre)    | Lin Dan            | Wang Yihan             | Cai Yun Fu Haifeng             | Wang Xiaoli Yu Yang            | Zhang Nan Zhao Yunlei                          |
| 2013  | 20      | Canton (Chine)          | Lin Dan            | Ratchanok Intanon      | Hendra Setiawan Mohammad Ahsan | Wang Xiaoli Yu Yang            | Tontowi Ahmad Liliyana Natsir                  |
| 2014  | 21      | Copenhague (Danemark)   | Chen Long          | Carolina Marín         | Ko Sung-hyun Shin Baek-cheol   | Tian Qing Zhao Yunlei          | Zhang Nan Zhao Yunlei                          |
| 2015  | 22      | Jakarta (Indonésie)     | Chen Long          | Carolina Marín         | Hendra Setiawan Mohammad Ahsan | Tian Qing Zhao Yunlei          | Zhang Nan Zhao Yunlei                          |
| 2017  | 23      | Glasgow (Écosse)        | Viktor Axelsen     | Nozomi Okuhara         | Liu Cheng Zhang Nan            | Chen Qingchen Jia Yifan        | Tontowi Ahmad Liliyana Natsir                  |
| 2018  | 24      | Nankin (Chine)          | Kento Momota       | Carolina Marín         | Li Junhui Liu Yuchen           | Mayu Matsumoto Wakana Nagahara | Zheng Siwei Huang Yaqiong                      |
| 2019  | 25      | Bâle (Suisse)           | Kento Momota       | Pusarla Venkata Sindhu | Hendra Setiawan Mohammad Ahsan | Mayu Matsumoto Wakana Nagahara | Zheng Siwei Huang Yaqiong                      |
| 2021  | 26      | Huelva (Espagne),       | Loh Kean Yew       | Akane Yamaguchi        | Takuro Hoki Yugo Kobayashi     | Chen Qingchen Jia Yifan        | Dechapol Puavaranukroh Sapsiree Taerattanachai |
| 2022  | 27      | Tokyo (Japon)           | Viktor Axelsen     | Akane Yamaguchi        | Aaron Chia Soh Wooi Yik        | Chen Qingchen Jia Yifan        | Zheng Siwei Huang Yaqiong                      |
| 2023  | 28      | Copenhague (Danemark)   | Kunlavut Vitidsarn | An Se-young            | Kang Min-hyuk Seo Seung-jae    | Chen Qingchen Jia Yifan        | Seo Seung-jae Chae Yoo-jung                    |
| 2025  | 29      | Paris (France)          |                    |                        |                                |                                |                                                |
| 2026  | 30      | Inde                    |                    |                        |                                |                                |                                                |

## Tableau des médailles
Les tableaux suivants détaillent les médailles attribuées à chaque nation, toutes disciplines confondues mais également par discipline. Les données sont mises à jour après les championnats du monde 2023.

### Général
| Rang  | Nation           | Or   | Argent | Bronze | Total |
| ----- | ---------------- | ---- | ------ | ------ | ----- |
| 1     | Chine            | 70   | 49     | 83     | 202   |
| 2     | Indonésie        | 23   | 20     | 37     | 80    |
| 3     | Corée du Sud     | 13   | 15     | 33     | 61    |
| 4     | Danemark         | 11,5 | 15     | 41     | 67,5  |
| 5     | Japon            | 9    | 9      | 21     | 39    |
| 6     | Espagne          | 3    | 1      | 0      | 4     |
| 7     | Angleterre       | 2,5  | 8,5    | 13     | 24    |
| 8     | Malaisie         | 1    | 8      | 14     | 23    |
| 9     | Inde             | 1    | 4      | 9      | 14    |
| 10    | Thaïlande        | 1    | 2      | 5      | 8     |
| 10    | Suède            | 1,   | 2      | 5      | 8     |
| 12    | États-Unis       | 1    | 0      | 0      | 1     |
| 12    | Singapour        | 1    | 0      | 0      | 1     |
| 14    | Taipei chinois   | 0    | 3      | 6      | 9     |
| 15    | Hong Kong        | 0    | 1      | 3      | 4     |
| 16    | Pays-Bas         | 0    | 1      | 1      | 2     |
| 17    | Écosse           | 0    | 0,5    | 1      | 1,5   |
| 18    | Allemagne        | 0    | 0      | 5      | 5     |
| 19    | France           | 0    | 0      | 1      | 1     |
| 19    | Nouvelle-Zélande | 0    | 0      | 1      | 1     |
| 19    | Viêt Nam         | 0    | 0      | 1      | 1     |
| Total | Total            | 140  | 139    | 280    | 559   |

### Par discipline
| Rang  | Nation         | Or | Argent | Bronze | Total |
| ----- | -------------- | -- | ------ | ------ | ----- |
| 1     | Chine          | 14 | 6      | 14     | 34    |
| 2     | Indonésie      | 6  | 7      | 13     | 26    |
| 3     | Danemark       | 4  | 5      | 14     | 23    |
| 4     | Japon          | 2  | 1      | 1      | 4     |
| 5     | Thaïlande      | 1  | 1      | 1      | 3     |
| 6     | Singapour      | 1  | 0      | 0      | 1     |
| 7     | Malaisie       | 0  | 4      | 2      | 6     |
| 8     | Corée du Sud   | 0  | 1      | 4      | 5     |
| 8     | Inde           | 0  | 1      | 4      | 5     |
| 10    | Taipei chinois | 0  | 1      | 1      | 2     |
| 11    | Suède          | 0  | 0      | 1      | 1     |
| 11    | Viêt Nam       | 0  | 0      | 1      | 1     |
| Total | Total          | 28 | 27     | 56     | 111   |

| Rang  | Nation         | Or | Argent | Bronze | Total |
| ----- | -------------- | -- | ------ | ------ | ----- |
| 1     | Chine          | 15 | 16     | 25     | 54    |
| 2     | Japon          | 3  | 1      | 4      | 8     |
| 3     | Espagne        | 3  | 1      | 0      | 4     |
| 4     | Indonésie      | 2  | 2      | 5      | 9     |
| 5     | Danemark       | 2  | 0      | 3      | 5     |
| 6     | Inde           | 1  | 3      | 3      | 7     |
| 7     | Corée du Sud   | 1  | 1      | 5      | 7     |
| 8     | Thaïlande      | 1  | 0      | 1      | 2     |
| 9     | Taipei chinois | 0  | 2      | 2      | 4     |
| 10    | Angleterre     | 0  | 1      | 2      | 3     |
| 11    | Hong Kong      | 0  | 1      | 0      | 1     |
| 12    | Allemagne      | 0  | 0      | 4      | 4     |
| 13    | Pays-Bas       | 0  | 0      | 1      | 1     |
| 13    | France         | 0  | 0      | 1      | 1     |
| Total | Total          | 28 | 28     | 56     | 112   |

| Rang  | Nation         | Or | Argent | Bronze | Total |
| ----- | -------------- | -- | ------ | ------ | ----- |
| 1     | Indonésie      | 10 | 6      | 10     | 26    |
| 2     | Chine          | 8  | 4      | 11     | 23    |
| 3     | Corée du Sud   | 5  | 6      | 8      | 19    |
| 4     | Danemark       | 2  | 4      | 7      | 13    |
| 5     | Malaisie       | 1  | 4      | 11     | 16    |
| 6     | Japon          | 1  | 2      | 3      | 6     |
| 7     | États-Unis     | 1  | 0      | 0      | 1     |
| 8     | Angleterre     | 0  | 2      | 2      | 4     |
| 9     | Suède          | 0  | 0      | 2      | 2     |
| 10    | Inde           | 0  | 0      | 1      | 1     |
| 10    | Taipei chinois | 0  | 0      | 1      | 1     |
| Total | Total          | 28 | 28     | 56     | 112   |

| Rang  | Nation         | Or | Argent | Bronze | Total |
| ----- | -------------- | -- | ------ | ------ | ----- |
| 1     | Chine          | 23 | 14     | 16     | 53    |
| 2     | Japon          | 3  | 3      | 11     | 17    |
| 3     | Corée du Sud   | 1  | 5      | 11     | 17    |
| 4     | Angleterre     | 1  | 1      | 3      | 5     |
| 5     | Indonésie      | 0  | 2      | 4      | 6     |
| 6     | Danemark       | 0  | 1      | 7      | 8     |
| 7     | Suède          | 0  | 1      | 1      | 2     |
| 8     | Pays-Bas       | 0  | 1      | 0      | 1     |
| 9     | Inde           | 0  | 0      | 1      | 1     |
| 9     | Taipei chinois | 0  | 0      | 1      | 1     |
| 9     | Thaïlande      | 0  | 0      | 1      | 1     |
| Total | Total          | 28 | 28     | 56     | 112   |

| Rang  | Nation           | Or  | Argent | Bronze | Total |
| ----- | ---------------- | --- | ------ | ------ | ----- |
| 1     | Chine            | 10  | 10     | 17     | 37    |
| 2     | Corée du Sud     | 6   | 2      | 4      | 12    |
| 3     | Indonésie        | 5   | 2      | 5      | 12    |
| 4     | Danemark         | 3,5 | 5      | 10     | 18,5  |
| 5     | Angleterre       | 1,5 | 4,5    | 6      | 12    |
| 6     | Thaïlande        | 1   | 1      | 2      | 4     |
| 7     | Suède            | 1,  | 1      | 1      | 3     |
| 8     | Japon            | 0   | 2      | 3      | 5     |
| 9     | Écosse           | 0   | 0,5    | 1      | 1,5   |
| 10    | Hong Kong        | 0   | 0      | 3      | 3     |
| 11    | Allemagne        | 0   | 0      | 1      | 1     |
| 11    | Malaisie         | 0   | 0      | 1      | 1     |
| 11    | Nouvelle-Zélande | 0   | 0      | 1      | 1     |
| 11    | Taipei chinois   | 0   | 0      | 1      | 1     |
| Total | Total            | 28  | 28     | 56     | 112   |

## Palmarès des victoires par nation
En 26 éditions, 12 pays ont remporté au moins un titre : 7 en Asie, 4 en Europe et 1 aux Amériques. La Chine a remporté plus de la moitié de l'ensemble des titres mis en jeu (54 %). En y ajoutant l'Indonésie, cela représente un peu plus de 7 titres sur 10 (71 %).
| Rang | Pays         | 77 | 80 | 83 | 85 | 87 | 89 | 91 | 93 | 95 | 97 | 99 | 01 | 03 | 05 | 06 | 07 | 09 | 10 | 11 | 13 | 14 | 15 | 17 | 18 | 19 | 21 | 22 | 23 | 25 | Total |
| ---- | ------------ | -- | -- | -- | -- | -- | -- | -- | -- | -- | -- | -- | -- | -- | -- | -- | -- | -- | -- | -- | -- | -- | -- | -- | -- | -- | -- | -- | -- | -- | ----- |
| 1    | Chine        |    |    | 2  | 3  | 5  | 4  | 3  | 1  | 1  | 3  | 2  | 3  | 3  | 2  | 4  | 3  | 4  | 5  | 5  | 2  | 3  | 3  | 2  | 2  | 1  | 1  | 2  | 1  |    | 70    |
| 2    | Indonésie    | 1  | 4  | 1  |    |    |    |    | 3  | 2  | 1  |    | 2  |    | 2  |    | 2  |    |    |    | 2  |    | 1  | 1  |    | 1  |    |    |    |    | 23    |
| 3    | Danemark     | 3  |    | 1  |    |    |    |    | ½  | 1  | 1  | 1  |    | 1  |    |    |    | 1  |    |    |    |    |    | 1  |    |    |    | 1  |    |    | 11,5  |
| 4    | Corée du Sud |    |    |    | 2  |    | 1  | 2  |    | 1  |    | 2  |    | 1  |    |    |    |    |    |    |    | 1  |    |    |    |    |    |    | 3  |    | 13    |
| 5    | Japon        | 1  |    |    |    |    |    |    |    |    |    |    |    |    |    |    |    |    |    |    |    |    |    | 1  | 2  | 2  | 2  | 1  |    |    | 9     |
| 6    | Espagne      |    |    |    |    |    |    |    |    |    |    |    |    |    |    |    |    |    |    |    |    | 1  | 1  |    | 1  |    |    |    |    |    | 3     |
| 6    | Thaïlande    |    |    |    |    |    |    |    |    |    |    |    |    |    |    |    |    |    |    |    | 1  |    |    |    |    |    | 1  |    | 1  |    | 3     |
| 8    | Angleterre   |    | 1  | ½  |    |    |    |    |    |    |    |    |    |    |    | 1  |    |    |    |    |    |    |    |    |    |    |    |    |    |    | 2,5   |
| 9    | Suède        |    |    | ½  |    |    |    |    | ½  |    |    |    |    |    |    |    |    |    |    |    |    |    |    |    |    |    |    |    |    |    | 1     |
| 9    | États-Unis   |    |    |    |    |    |    |    |    |    |    |    |    |    | 1  |    |    |    |    |    |    |    |    |    |    |    |    |    |    |    | 1     |
| 9    | Inde         |    |    |    |    |    |    |    |    |    |    |    |    |    |    |    |    |    |    |    |    |    |    |    |    | 1  |    |    |    |    | 1     |
| 9    | Singapour    |    |    |    |    |    |    |    |    |    |    |    |    |    |    |    |    |    |    |    |    |    |    |    |    |    | 1  |    |    |    | 1     |
| 9    | Malaisie     |    |    |    |    |    |    |    |    |    |    |    |    |    |    |    |    |    |    |    |    |    |    |    |    |    |    | 1  |    |    | 1     |

## Palmarès des victoires par épreuve

### Simple hommes
Le simple hommes est la chasse gardée de deux nations asiatiques : 52 % des titres remportés par la Chine et 22 % par l'Indonésie. Hors de l'Asie, seul le Danemark est parvenu à remporter 4 titres. Le Japon apparaît dans le palmarès avec les deux titres consécutifs de Kento Momota en 2018 et 2019.
| Rang | Pays      | Éditions | Éditions | Éditions | Éditions | Éditions | Éditions | Éditions | Éditions | Éditions | Éditions | Éditions | Éditions | Éditions | Éditions | Éditions | Éditions | Éditions | Éditions | Éditions | Éditions | Éditions | Éditions | Éditions | Éditions | Éditions | Éditions | Éditions | Éditions | Éditions | Total |
| Rang | Pays      | 77       | 80       | 83       | 85       | 87       | 89       | 91       | 93       | 95       | 97       | 99       | 01       | 03       | 05       | 06       | 07       | 09       | 10       | 11       | 13       | 14       | 15       | 17       | 18       | 19       | 21       | 22       | 23       | 25       | Total |
| ---- | --------- | -------- | -------- | -------- | -------- | -------- | -------- | -------- | -------- | -------- | -------- | -------- | -------- | -------- | -------- | -------- | -------- | -------- | -------- | -------- | -------- | -------- | -------- | -------- | -------- | -------- | -------- | -------- | -------- | -------- | ----- |
| 1    | Chine     |          |          |          | X        | X        | X        | X        |          |          |          | X        |          | X        |          | X        | X        | X        | X        | X        | X        | X        | X        |          |          |          |          |          |          |          | 14    |
| 2    | Indonésie |          | X        | X        |          |          |          |          | X        | X        |          |          | X        |          | X        |          |          |          |          |          |          |          |          |          |          |          |          |          |          |          | 6     |
| 3    | Danemark  | X        |          |          |          |          |          |          |          |          | X        |          |          |          |          |          |          |          |          |          |          |          |          | X        |          |          |          | X        |          |          | 4     |
| 4    | Japon     |          |          |          |          |          |          |          |          |          |          |          |          |          |          |          |          |          |          |          |          |          |          |          | X        | X        |          |          |          |          | 2     |
| 5    | Singapour |          |          |          |          |          |          |          |          |          |          |          |          |          |          |          |          |          |          |          |          |          |          |          |          |          | X        |          |          |          | 1     |
| 5    | Thaïlande |          |          |          |          |          |          |          |          |          |          |          |          |          |          |          |          |          |          |          |          |          |          |          |          |          |          |          | X        |          | 1     |

### Simple dames
En simple dames, la domination asiatique est équivalente au simple hommes avec plus de 80 % des titres remportés. Les Chinoises dominent avec 56% des titres remportés. Le seul pays européen à exister face aux Asiatiques a longtemps été le Danemark, avant d'être dépassé en 2018 par l'Espagne avec le troisième titre mondial de Carolina Marín (2014, 2015 et 2018).
| Rang | Pays         | Éditions | Éditions | Éditions | Éditions | Éditions | Éditions | Éditions | Éditions | Éditions | Éditions | Éditions | Éditions | Éditions | Éditions | Éditions | Éditions | Éditions | Éditions | Éditions | Éditions | Éditions | Éditions | Éditions | Éditions | Éditions | Éditions | Éditions | Éditions | Éditions | Total |
| Rang | Pays         | 77       | 80       | 83       | 85       | 87       | 89       | 91       | 93       | 95       | 97       | 99       | 01       | 03       | 05       | 06       | 07       | 09       | 10       | 11       | 13       | 14       | 15       | 17       | 18       | 19       | 21       | 22       | 23       | 25       | Total |
| ---- | ------------ | -------- | -------- | -------- | -------- | -------- | -------- | -------- | -------- | -------- | -------- | -------- | -------- | -------- | -------- | -------- | -------- | -------- | -------- | -------- | -------- | -------- | -------- | -------- | -------- | -------- | -------- | -------- | -------- | -------- | ----- |
| 1    | Chine        |          |          | X        | X        | X        | X        | X        |          | X        | X        |          | X        | X        | X        | X        | X        | X        | X        | X        |          |          |          |          |          |          |          |          |          |          | 15    |
| 2    | Espagne      |          |          |          |          |          |          |          |          |          |          |          |          |          |          |          |          |          |          |          |          | X        | X        |          | X        |          |          |          |          |          | 3     |
| 2    | Japon        |          |          |          |          |          |          |          |          |          |          |          |          |          |          |          |          |          |          |          |          |          |          | X        |          |          | X        | X        |          |          | 3     |
| 4    | Danemark     | X        |          |          |          |          |          |          |          |          |          | X        |          |          |          |          |          |          |          |          |          |          |          |          |          |          |          |          |          |          | 2     |
| 4    | Indonésie    |          | X        |          |          |          |          |          | X        |          |          |          |          |          |          |          |          |          |          |          |          |          |          |          |          |          |          |          |          |          | 2     |
| 6    | Corée du Sud |          |          |          |          |          |          |          |          |          |          |          |          |          |          |          |          |          |          |          |          |          |          |          |          |          |          |          | X        |          | 1     |
| 6    | Inde         |          |          |          |          |          |          |          |          |          |          |          |          |          |          |          |          |          |          |          |          |          |          |          |          | X        |          |          |          |          | 1     |
| 6    | Thaïlande    |          |          |          |          |          |          |          |          |          |          |          |          |          |          |          |          |          |          |          | X        |          |          |          |          |          |          |          |          |          | 1     |

### Double hommes
Le double hommes est la seule épreuve où la Chine ne domine pas outrageusement les débats puisque les chinois n'ont remporté « que » 8 victoires. L'Indonésie mène dans ce classement, qui, encore une fois, est largement dominé par l'Asie : 24 titres sur 27 (89 %).
| Rang | Pays         | Éditions | Éditions | Éditions | Éditions | Éditions | Éditions | Éditions | Éditions | Éditions | Éditions | Éditions | Éditions | Éditions | Éditions | Éditions | Éditions | Éditions | Éditions | Éditions | Éditions | Éditions | Éditions | Éditions | Éditions | Éditions | Éditions | Éditions | Éditions | Éditions | Total |
| Rang | Pays         | 77       | 80       | 83       | 85       | 87       | 89       | 91       | 93       | 95       | 97       | 99       | 01       | 03       | 05       | 06       | 07       | 09       | 10       | 11       | 13       | 14       | 15       | 17       | 18       | 19       | 21       | 22       | 23       | 25       | Total |
| ---- | ------------ | -------- | -------- | -------- | -------- | -------- | -------- | -------- | -------- | -------- | -------- | -------- | -------- | -------- | -------- | -------- | -------- | -------- | -------- | -------- | -------- | -------- | -------- | -------- | -------- | -------- | -------- | -------- | -------- | -------- | ----- |
| 1    | Indonésie    | X        | X        |          |          |          |          |          | X        | X        | X        |          | X        |          |          |          | X        |          |          |          | X        |          | X        |          |          | X        |          |          |          |          | 10    |
| 2    | Chine        |          |          |          |          | X        | X        |          |          |          |          |          |          |          |          | X        |          | X        | X        | X        |          |          |          | X        | X        |          |          |          |          |          | 8     |
| 3    | Corée du Sud |          |          |          | X        |          |          | X        |          |          |          | X        |          |          |          |          |          |          |          |          |          | X        |          |          |          |          |          |          | X        |          | 5     |
| 4    | Danemark     |          |          | X        |          |          |          |          |          |          |          |          |          | X        |          |          |          |          |          |          |          |          |          |          |          |          |          |          |          |          | 2     |
| 5    | États-Unis   |          |          |          |          |          |          |          |          |          |          |          |          |          | X        |          |          |          |          |          |          |          |          |          |          |          |          |          |          |          | 1     |
| 5    | Japon        |          |          |          |          |          |          |          |          |          |          |          |          |          |          |          |          |          |          |          |          |          |          |          |          |          | X        |          |          |          | 1     |
| 5    | Malaisie     |          |          |          |          |          |          |          |          |          |          |          |          |          |          |          |          |          |          |          |          |          |          |          |          |          |          | X        |          |          | 1     |

### Double dames
Le double dames est l'épreuve où la Chine écrase la concurrence : 22 titres sur 27, soit 81 %, dont 14 titres consécutifs. En 2018, la victoire des Japonaises a mis fin a 20 ans d'hégémonie chinoise. Les autres nations se contentent des miettes, notamment les européennes qui n'ont remporté qu'un titre en 40 ans.
| Rang | Pays         | Éditions | Éditions | Éditions | Éditions | Éditions | Éditions | Éditions | Éditions | Éditions | Éditions | Éditions | Éditions | Éditions | Éditions | Éditions | Éditions | Éditions | Éditions | Éditions | Éditions | Éditions | Éditions | Éditions | Éditions | Éditions | Éditions | Éditions | Éditions | Éditions | Total |
| Rang | Pays         | 77       | 80       | 83       | 85       | 87       | 89       | 91       | 93       | 95       | 97       | 99       | 01       | 03       | 05       | 06       | 07       | 09       | 10       | 11       | 13       | 14       | 15       | 17       | 18       | 19       | 21       | 22       | 23       | 25       | Total |
| ---- | ------------ | -------- | -------- | -------- | -------- | -------- | -------- | -------- | -------- | -------- | -------- | -------- | -------- | -------- | -------- | -------- | -------- | -------- | -------- | -------- | -------- | -------- | -------- | -------- | -------- | -------- | -------- | -------- | -------- | -------- | ----- |
| 1    | Chine        |          |          | X        | X        | X        | X        | X        | X        |          | X        | X        | X        | X        | X        | X        | X        | X        | X        | X        | X        | X        | X        | X        |          |          | X        | X        | X        |          | 23    |
| 2    | Japon        | X        |          |          |          |          |          |          |          |          |          |          |          |          |          |          |          |          |          |          |          |          |          |          | X        | X        |          |          |          |          | 3     |
| 3    | Angleterre   |          | X        |          |          |          |          |          |          |          |          |          |          |          |          |          |          |          |          |          |          |          |          |          |          |          |          |          |          |          | 1     |
| 3    | Corée du Sud |          |          |          |          |          |          |          |          | X        |          |          |          |          |          |          |          |          |          |          |          |          |          |          |          |          |          |          |          |          | 1     |

### Double mixte
En mixte, la Chine a pris la tête du classement ces dernières années avec 7 victoires lors des 10 dernières éditions. Comme dans toutes les autres épreuves, l'Asie est largement au-dessus avec les trois-quarts des titres remportés.
| Rang | Pays         | Éditions | Éditions | Éditions | Éditions | Éditions | Éditions | Éditions | Éditions | Éditions | Éditions | Éditions | Éditions | Éditions | Éditions | Éditions | Éditions | Éditions | Éditions | Éditions | Éditions | Éditions | Éditions | Éditions | Éditions | Éditions | Éditions | Éditions | Éditions | Éditions | Total |
| Rang | Pays         | 77       | 80       | 83       | 85       | 87       | 89       | 91       | 93       | 95       | 97       | 99       | 01       | 03       | 05       | 06       | 07       | 09       | 10       | 11       | 13       | 14       | 15       | 17       | 18       | 19       | 21       | 22       | 23       | 25       | Total |
| ---- | ------------ | -------- | -------- | -------- | -------- | -------- | -------- | -------- | -------- | -------- | -------- | -------- | -------- | -------- | -------- | -------- | -------- | -------- | -------- | -------- | -------- | -------- | -------- | -------- | -------- | -------- | -------- | -------- | -------- | -------- | ----- |
| 1    | Chine        |          |          |          |          | X        |          |          |          |          | X        |          | X        |          |          |          |          |          | X        | X        |          | X        | X        |          | X        | X        |          | X        |          |          | 10    |
| 2    | Corée du Sud |          |          |          | X        |          | X        | X        |          |          |          | X        |          | X        |          |          |          |          |          |          |          |          |          |          |          |          |          |          | X        |          | 6     |
| 3    | Indonésie    |          | X        |          |          |          |          |          |          |          |          |          |          |          | X        |          | X        |          |          |          | X        |          |          | X        |          |          |          |          |          |          | 5     |
| 4    | Danemark     | X        |          |          |          |          |          |          | X        | X        |          |          |          |          |          |          |          | X        |          |          |          |          |          |          |          |          |          |          |          |          | 3,5   |
| 5    | Angleterre   |          |          | X        |          |          |          |          |          |          |          |          |          |          |          | X        |          |          |          |          |          |          |          |          |          |          |          |          |          |          | 1,5   |
| 6    | Suède        |          |          | X        |          |          |          |          | X        |          |          |          |          |          |          |          |          |          |          |          |          |          |          |          |          |          |          |          |          |          | 1     |
| 6    | Thaïlande    |          |          |          |          |          |          |          |          |          |          |          |          |          |          |          |          |          |          |          |          |          |          |          |          |          | X        |          |          |          | 1     |

## Joueurs les plus titrés
| Rang | Joueur          | SH | SD | DH | DD | Mx | Total |
| ---- | --------------- | -- | -- | -- | -- | -- | ----- |
| 1    | Lin Dan         | 5  |    |    |    |    | 5     |
| 1    | Zhao Yunlei     |    |    |    | 2  | 3  | 5     |
| 1    | Park Joo-bong   |    |    | 2  |    | 3  | 5     |
| 4    | Cai Yun         |    |    | 4  |    |    | 4     |
| 4    | Fu Haifeng      |    |    | 4  |    |    | 4     |
| 4    | Gao Ling        |    |    |    | 3  | 1  | 4     |
| 4    | Zhang Nan       |    |    | 1  |    | 3  | 4     |
| 4    | Liliyana Natsir |    |    |    |    | 4  | 4     |
| 4    | Hendra Setiawan |    |    | 4  |    |    | 4     |
| 4    | Chen Qingchen   |    |    |    | 4  |    | 4     |
| 4    | Jia Yifan       |    |    |    | 4  |    | 4     |
| 10   | Ge Fei          |    |    |    | 2  | 1  | 3     |
| 10   | Guan Weizhen    |    |    |    | 3  |    | 3     |
| 10   | Han Aiping      |    | 2  |    | 1  |    | 3     |
| 10   | Huang Sui       |    |    |    | 3  |    | 3     |
| 10   | Huang Yaqiong   |    |    |    |    | 3  | 3     |
| 10   | Li Lingwei      |    | 2  |    | 1  |    | 3     |
| 10   | Lin Ying        |    |    |    | 3  |    | 3     |
| 10   | Yu Yang         |    |    |    | 3  |    | 3     |
| 10   | Zheng Siwei     |    |    |    |    | 3  | 3     |
| 10   | Mohammad Ahsan  |    |    | 3  |    |    | 3     |
| 10   | Kim Dong-moon   |    |    | 1  |    | 2  | 3     |
| 10   | Carolina Marín  |    | 3  |    |    |    | 3     |

| Épreuve       | Joueur          | Total | Année                                                           |
| ------------- | --------------- | ----- | --------------------------------------------------------------- |
| Simple hommes | Lin Dan         | 5     | 2006, 2007, 2009, 2011, 2013                                    |
| Simple dames  | Carolina Marín  | 3     | 2014, 2015, 2018                                                |
| Double hommes | Cai Yun         | 4     | 2006, 2009, 2010, 2011 (avec Fu Haifeng)                        |
| Double hommes | Fu Haifeng      | 4     | 2006, 2009, 2010, 2011 (avec Cai Yun)                           |
| Double hommes | Hendra Setiawan | 4     | 2007 (avec Markis Kido) 2013, 2015, 2019 (avec Mohammad Ahsan)  |
| Double dames  | Chen Qingchen   | 4     | 2017, 2021, 2022, 2023 (avec Jia Yifan)                         |
| Double dames  | Jia Yifan       | 4     | 2017, 2021, 2022, 2023 (avec Chen Qingchen)                     |
| Double mixte  | Liliyana Natsir | 4     | 2005, 2007 (avec Nova Widianto) 2013, 2017 (avec Tontowi Ahmad) |

Tony Gunawan est le seul à avoir remporté des titres avec deux pays différents : en 2001 en double hommes associé à Halim Haryanto pour l'Indonésie et en 2005, toujours en double hommes, associé à Howard Bach pour les États-Unis.